# Christine Saunier
Pour les articles homonymes, voir Saunier (homonymie).
Christine Saunier, née le 29 octobre 1968, est une joueuse de pétanque française.

## Clubs
- ?-? : DUC Nice (Alpes Maritimes)
- ?-? : ABC Draguignan (Var)
- ?- : Fréjus International Pétanque (Var)

## Palmarès[1]

### Séniors

#### Championnats du Monde
Finaliste
- Triplette 1996 (avec Nathalie Gelin, Sylvette Innocenti et Michèle Moulin) :  Équipe de France

#### Jeux mondiaux
Finaliste
- Doublette 1997 (avec Angélique Colombet) :  Équipe de France

#### Coupe d'Europe des Clubs
Vainqueur
- 2008 (avec Séverine Roche, Henri Lacroix, Philippe Quintais, Philippe Suchaud, Simon Cortes, Pascal Milei, Ludovic Montoro, Khaled Lakhal et P. Dacruz) : DUC Nice
- 2009 (avec Séverine Roche, Henri Lacroix, Philippe Quintais, Philippe Suchaud, Simon Cortes, Pascal Milei, Ludovic Montoro, et Khaled Lakhal) : DUC Nice
- 2010 (avec Séverine Roche, Henri Lacroix, Philippe Quintais, Philippe Suchaud, Simon Cortes, Hervo et Ludovic Montoro) : DUC Nice
- 2017 (avec Yolanda Matarranz, Lucie Rousseaux, Henri Lacroix, Dylan Rocher, Stéphane Robineau, Robin Rio, Ludovic Montoro, Jean-Michel Puccinelli et Jean Casale) : ABC Draguignan
- 2021 (avec Dylan Rocher, Stéphane Robineau, Henri Lacroix, Philippe Ziegler, Jean-Michel Puccinelli, Robin Rio, et Lucie Rousseaux) : Fréjus International Pétanque[2]

#### Championnats de France[3]
- Doublette mixte 2012 (avec Dylan Rocher) : DUC Nice
- Doublette mixte 2017 (avec Dylan Rocher) : ABC Draguignan
- Doublette mixte 2021 (avec Dylan Rocher) : Fréjus International Pétanque[4]

Finaliste
- Doublette mixte 2014 (avec Dylan Rocher) : ABC Draguignan
- Doublette mixte 2015 (avec Dylan Rocher) : ABC Draguignan

#### Coupe de France des clubs
Vainqueur
- 2005 : (avec Philippe Suchaud, Philippe Quintais, Henri Lacroix, Frédéric Foni, Ludovic Montoro, Khaled Lakhal et Daniel Rizo) : DUC Nice
- 2008 : (avec Philippe Suchaud, Philippe Quintais, Henri Lacroix, Simon Cortes, Khaled Lakhal et Daniel Rizo) : DUC Nice
- 2017 (avec Henri Lacroix, Stéphane Robineau, Ludovic Montoro, Sony Berth, Robin Rio, Romain Fournie, Dylan Rocher, Yolanda Matarranz et Lucie Rousseaux) : ABC Draguignan
- 2020 (avec Dylan Rocher, Lucie Rousseaux, Dimitri Stackov, Benji Renaud, Robin Rio, Laurent Matraglia, Ludovic Montoro, Stéphane Robineau et Henri Lacroix) : Fréjus International Pétanque[5]

Finaliste
- 2015 : ABC Draguignan

#### Millau

##### Mondial de Millau (1993-2002)
Vainqueur
- Tête à tête 1998